# 素人藝術

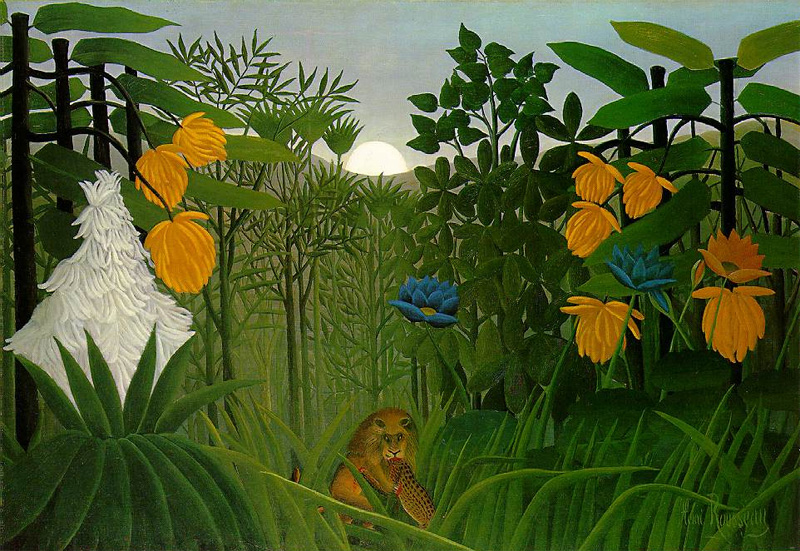
素人藝術的例子：亨利·盧梭的作品《猛獅就食》（The Repast of the Lion，1907年左右）

素人藝術（法語：art naïf）也稱為質樸藝術、樸素派、稚拙艺术、樸素藝術，指未經過正式訓練，通常是自學的，非專業藝術家或藝師所創作的藝術。常用來指稱創作於十九到二十世紀歐洲與北美洲的這類物件。這種藝術通常不同於「非主流藝術（outsider art）」，其中包含有較為誇張的精神錯亂狀態圖畫，以及特別迴避正統訓練的主線思想而進行創作或收藏。這種藝術通常也有別於根據特定文化傳統所創作出來的「民間藝術（folk art）」。

## 註腳
1. ↑  . AAT-Taiwan藝術與建築索引典.